# King's Cup
King's Cup är en årlig fotbollsturnering i Thailand för landslag som har spelats varje år sedan 1968, förutom 1983, 1985 och 2008. Sverige har deltagit fyra gånger och vunnit alla gångerna. 
I 1997 års turnering besegrade Sverige värdlandet Thailand med 3-1 i finalen. 2001 vann Sverige över Kina i finalen med 3-0, 2003 vann Sverige över Nordkorea i finalen med 4-0 och 2013 vann Sverige med 3-0 i finalen mot Finland. Sverige har deltagit med landslag där utomnordiska proffsspelare inte deltagit. 